# 岐阜県立揖斐高等学校

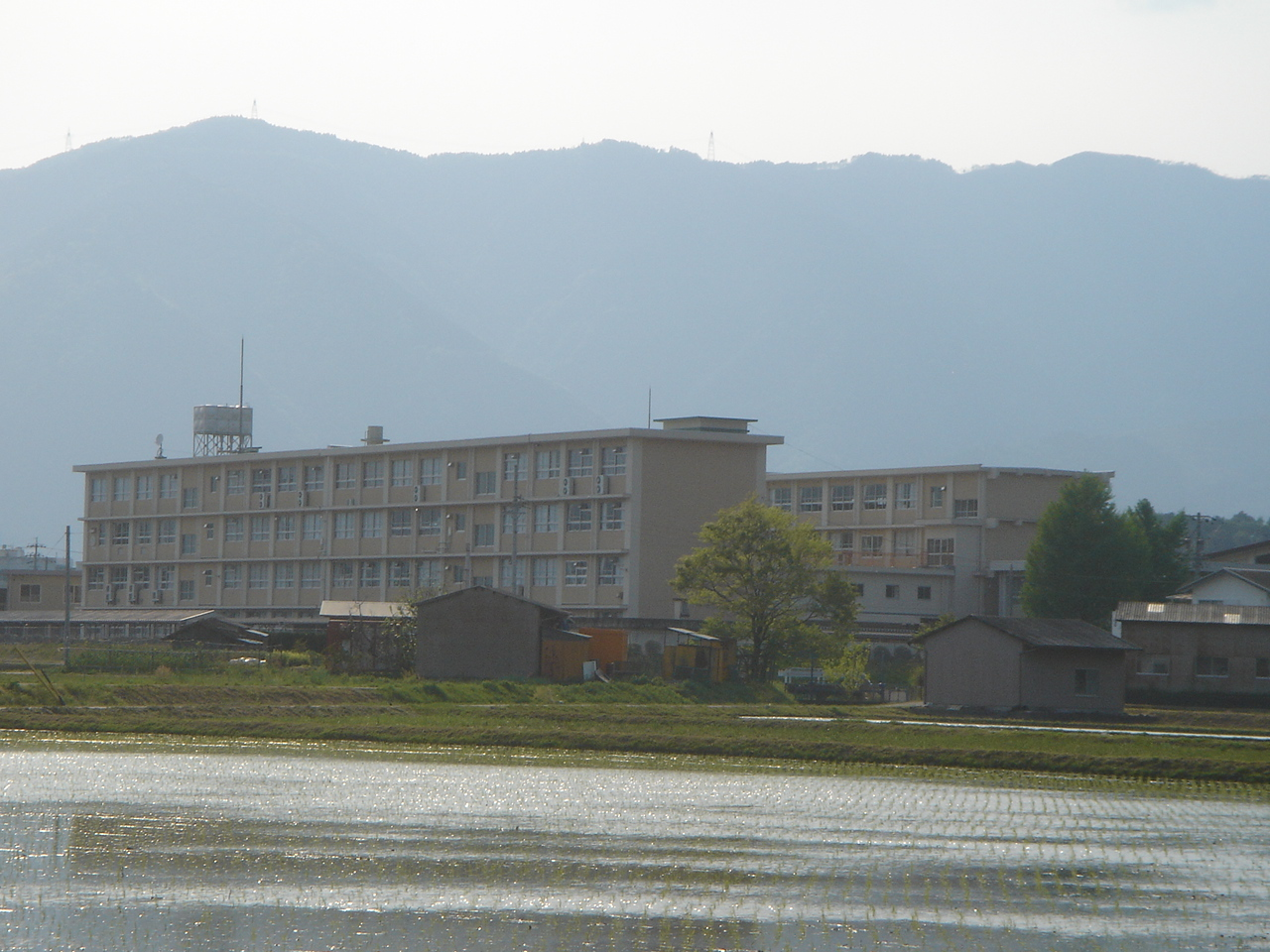
2007年撮影

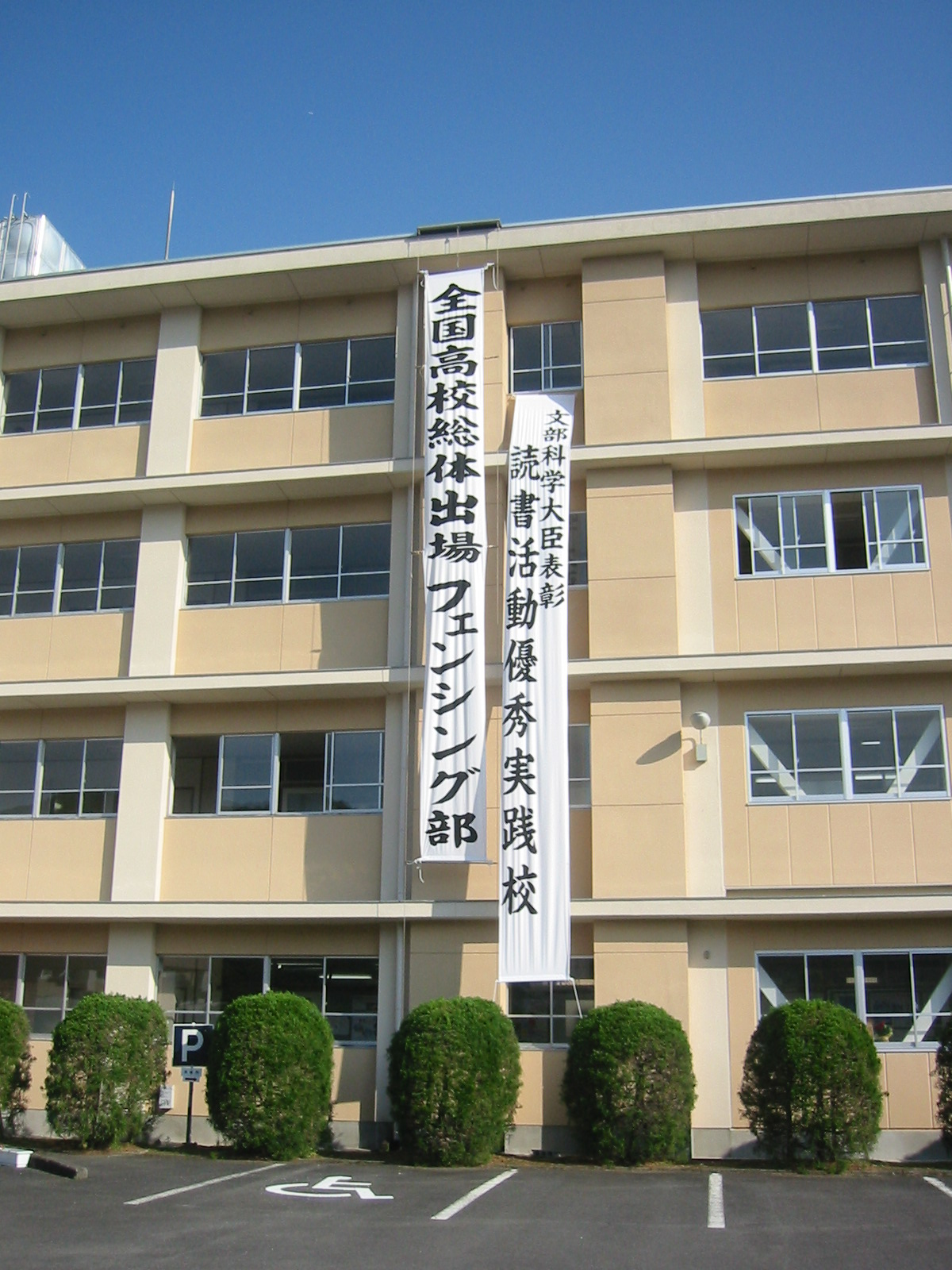
2007年撮影

岐阜県立揖斐高等学校（ぎふけんりつ いびこうとうがっこう）は、岐阜県揖斐郡揖斐川町三輪に所在する公立の高等学校。
所在地の揖斐川町の中学校と連携型中高一貫教育を行っている。

## 設置学科
- 普通科
  - ビジネスコース
- 生活環境科

## 沿革
設立年は1919年（大正8年）であるが、前身は1907年（明治40年）に棚橋天籟が設置した私塾の天籟塾である。天籟塾は1912年（明治45年）に私立天籟中学校に改称後、1919年（大正8年）4月に廃校となり、揖斐農林学校に引き継がれている。現在の校章はこの天籟塾を開設した棚橋天籟にちなみ、棚橋家の家紋「五三の桐」を取り入れたものとなっている。
- 1919年（大正8年） - 揖斐郡立揖斐農林学校として設立。旧・私立天籟中学校校舎を仮校舎とする。
- 1920年（大正9年） - 現在地に移転。
- 1923年（大正12年） - 岐阜県立揖斐農林学校に改称する。
- 1924年（大正13年） - 岐阜県揖斐実業学校に改称し、本科第一部廃止、女子部を新設する。
- 1941年（昭和16年） - 男子部乙種2年制を甲種3年制とする。
- 1946年（昭和21年） - 岐阜県立揖斐農林学校に改称する。
- 1949年（昭和23年） - 岐阜県立揖斐農林高等学校に改称し、定時制課程と併設する中部分校・南部分校・坂内分校をおく。学区制実施に伴い普通科・農業科をおく。総合制高等学校に改組する。
- 1949年（昭和23年） - 岐阜県立揖斐高等学校に改称する。
- 1950年（昭和25年） - 定時制普通科を併設する。
- 1951年（昭和26年） - 定時制農業科、被服科を新設し、中部分校を廃止する。
- 1952年（昭和27年） - 定時制南部分校を廃止、本校定時制へ吸収する。
- 1953年（昭和28年） - 定時制農業科の募集を停止する。
- 1957年（昭和32年） - 定時制北部分校を廃止する。
- 1958年（昭和33年） - 全日制課程農業科の募集を停止する。
- 1960年（昭和35年） - 定時制夜間部普通科の募集を停止する。
- 1963年（昭和38年） - 定時制課程被服科の募集を停止し、全日制課程被服科を新設する。
- 1966年（昭和41年） - 全日制のみの課程となる。
- 1990年（平成2年） - 普通科に情報コースを置く。
- 1995年（平成7年） - 被服科から生活環境科に改編する。
- 2004年（平成16年） - 連携型中高一貫教育を始める。
- 2005年（平成17年） - 揖斐高ショップを始める。
- 2007年（平成19年） - 2007年度読書活動優秀実践校の表彰を受ける。
- 2007年（平成19年） - フェンシング部、全国高校総体に岐阜県代表として、出場。
- 2012年（平成24年） - 情報コースをビジネスコースに改編する。
- 2004年（平成16年） - 揖斐川町立揖斐川中学校、揖斐川町立北和中学校とで連携型中高一貫教育を開始する。
- 2018年（平成30年） - 揖斐川町立坂内中学校とで連携型中高一貫教育を開始する。
- 2019年（平成31年） - 揖斐川町立谷汲中学校とで連携型中高一貫教育を開始する。

## 中高一貫教育
- 2005年（平成17年）3月に、中高一貫教育「先輩と語る会」を実施し、清水建設株式会社取締役社長の野村哲也、元県議会議長の高田藤一、元岐阜県立大垣東高等学校校長の高橋正壽を迎えた
- 2005年（平成17年）11月に、PTA研修会・ようこそ先輩を実施し、イビデン株式会社取締役社長岩田義文（当時）を迎えた

## 揖斐高ショップ
商店街で接客・商品の販売を行うこうとで、実践的にビジネスを学んでいる。2007年（平成19年）は11月1日・11月2日に行なわれた。

## 部活動
| - 野球部 - バスケットボール部 - バレーボール部 - バドミントン部 - フェンシング部 - サッカー部 - ソフトボール部 - ソフトテニス部 | - 演劇部 - 美術・切り絵部 - 吹奏楽部 - 茶道部 - 華道部 - 園芸部 - コンピュータ部 - 邦楽部 - 手芸部 |

## 出身者
- 岩田義文（イビデン株式会社取締役会長）
- 野村哲也（清水建設株式会社取締役社長）
- 所英男（格闘家）
- 石原詢子（歌手）

## 最寄駅
- 名阪近鉄バス（揖斐川町コミュニティバス） 「下新町」より徒歩2分